# Tatjana Bułanowa
Tatjana Iwanowna Bułanowa (ros. Татьяна Ивановна Буланова; ur. 6 marca 1969 w Sankt Petersburgu) – rosyjska piosenkarka.
Karierę zaczynała w zespole Letni Sad, lecz szerzej znana stała się po rozpoczęciu w 1990 roku kariery solowej. W 2011 roku wygrała szóstą edycję programu Tancy so zwiozdami, będącego rosyjską wersją formatu Dancing with the Stars. Jej partnerem był narciarz Dmitrij Laszenko.

## Życie prywatne
Jest żoną rosyjskiego piłkarza, Władysława Radimowa.

## Dyskografia

### Albumy studyjne
- 25 gwozdik (1990)
- Nie płacz (1991)
- Starszaja siestra (1992)
- Strannaja wstrecza (1993)
- Izmienia (1994)
- Obratnij bilet (1995)
- Mojo russkoje sierdce (1996)
- Sterpitsia-sliubitsia (1997)
- Żenskoje sierdce (1998)
- Staja (1999)
- Moj son (2000)
- Dien´ rożdenia (2001)
- Letnij son (2001)
- Zołoto lubwi (2001)
- Krasnoje na biełom (2002)
- Eto igra (2002)
- Lubow (2003)
- Biełaja czeriomucha (2004)
- Letieła dusza (2005)
- Lublu i skuczaju (2007)
- Romansy (2010)

### Albumy kompilacyjne
- Ballady (1993)
- Ja swiedu tiebia s uma (1995)
- Skoro bol projdiot (1995)